# Saison 24 d'Inspecteur Barnaby
Chronologie
Saison 23
Cet article présente la vingt-quatrième saison de la série télévisée Inspecteur Barnaby.

## Synopsis
Derrière l’apparente tranquillité d’un comté anglais se cachent de sombres secrets, des scandales et d’autres mystères. Crime, kidnapping et chantage forment le quotidien des curieux habitants du Midsomer. L’inspecteur Barnaby et le sergent Jamie Winter ont la lourde charge d’enquêter sur toutes les affaires de la région…

## Distribution

### Acteurs principaux
- Neil Dudgeon (VF : Michel Dodane) : Inspecteur John Barnaby
- Nick Hendrix (en) (VF : Benjamin Gasquet) : Sergent Jamie Winter

### Acteurs récurrents
- Fiona Dolman (VF : Danièle Douet) : Sarah Barnaby (4 épisodes)
- Annette Badland (VF : Anne Plumet) : Dre Fleur Perkins (2 épisodes)
- Isabel Shaw : Betty Barnaby (2 épisodes)

## Liste des épisodes
1. L'œuvre du démon
2. Le livre des morts
3. Toutes griffes dehors
4. Un climat de mort

### Épisode 1:L'œuvre du démon
- Royaume-Uni : 4 décembre 2023 sur Acorn TV (en)
- France : 26 janvier 2025

- Peter Serafinowicz : Lucian Shirewell
- Alex McQueen : Francis Shirewell
- Agni Scott : Davina Shirewell
- Sarah Woodward : Ursula Shirewell
- Verity Marshall : Jordana Linsbury
- Charles Dale : Gideon Blundell
- Ginny Holder : Lila Blundell
- Joshua Griffin : Caleb Blundell
- Jade Harrison : Sadie Rowcroft
- Miya James : Sorrel Watkins
- Patrick Pearson : Justin Inkerman
- Cain Aiden : Agent de police (non-crédité)

### Épisode 2:Le livre des morts
- Royaume-Uni : 11 décembre 2023 sur Acorn TV (en)
- France : 2 février 2025

- Jon Culshaw : Bertram Jewell
- Oliver Dimsdale : Révérend Sebastian Butts
- Mina Andala : Ava Butts
- Selina Cadell : Venetia Butts
- Shaun Dooley : Eli Trask
- Sally Lindsay : Danica Trask
- Zak Ford-Williams : Ludo Trask
- Amelia Donkor : Jane
- Christina Bennington : Billie Bernard
- Rhashan Stone : Joel Myhill
- Felixe Forde : Scarlett Myhill
- Omid Djalili : Othello Khan

### Épisode 3:Toutes griffes dehors
- Royaume-Uni : 18 décembre 2023 sur Acorn TV (en)
- France : 9 février 2025

- Nathan Sussex : Frank Bailey
- Catherine Tyldesley : Kim Bailey
- Mina Anwar : Eshani Hughes
- Andrew Scarborough : Aden Hughes
- Josette Simon : Madeline Saunders
- Tia May Watts : Daniella Saunders
- Tom Moya : Tai Yang
- Joe Edgar : Reece Fleming
- Charlie Condou : Perry Fleming
- Duncan Preston : William Fleming
- Josie Lawrence : Lorna McIntosh
- Cain Aiden : Agent de police (non-crédité)

### Épisode 4:Un climat de mort
- Royaume-Uni : 25 décembre 2023 sur Acorn TV (en)
- France : 16 février 2025

- Melissa Johns : Lana Markham
- Tim Cullingworth-Hudson : Danny Tarleton
- Nigel Betts : Liam Tarleton
- Eve Austin : Harper Havergal
- Nathaniel Parker : Brian Havergal
- Julie Graham : Dixie Havergal
- Tony Jayawardena : Aldo McLean
- Robert Akodoto : Tobit Seaton
- Takayuki Suzuki : Ken Makoto
- Helen Lederer : Ginny Kilcannon
- Corey Johnson : Rooster Harlin
- Cain Aiden : Agent de police (non-crédité)